# Fergus Suter
Fergus Suter, também conhecido como Fergie Suter (Glasgow, 21 de novembro de 1857 – Blackpool, 31 de julho de 1916) foi um futebolista escocês.
Discutivelmente, o primeiro jogador de futebol profissional reconhecido, Suter era natural de Glasgow, na Escócia. Jogou pelo Partick F.C. antes de se mudar para a Inglaterra para jogar pelo Darwen F.C.. Suter estreou pelo Darwen F.C. em 30 de novembro de 1878.

## Representações
Suter é um dos personagens principais da minissérie da Netflix "The English Game" (2020), caracterizado por Kevin Guthrie. A série o descreve erroneamente, indo ao clube de Blackburn que venceu a FA Cup em 1883, que foi o Blackburn Olympic, que derrotou o Old Etonians para se tornar o primeiro time da classe trabalhadora a ganhar o troféu. Na verdade, Suter jogou pelo rival local do Olympic, o Blackburn Rovers, e estava no time que perdeu na final da FA Cup de 1882, também contra o Old Etonians. Ele iria mais tarde vencer por três vezes a FA Cup em 1884, 1885 e 1886.

## Títulos
Darwen F.C.
- Lancashire Senior Cup: 1879–80

Blackburn Rovers
- FA Cup: 1884, 1885 e 1886